# Schlatenkees
Das Schlatenkees ist ein Gletscher in der Venedigergruppe und liegt in der Kernzone des Nationalparks Hohe Tauern, östlich des Großvenedigers. Er befindet sich auf dem Gebiet der Osttiroler Gemeinden Matrei und Prägraten. Mit einer Fläche von etwa 9 km² ist das Schlatenkees der größte Talgletscher Osttirols und nach dem Obersulzbachkees der zweitgrößte Gletscher der Venedigergruppe. Die Exposition ist vorwiegend östlich, im obersten Bereich auch südöstlich.

Oberer Keesboden des Schlatenkeeses, von der Kristallwand

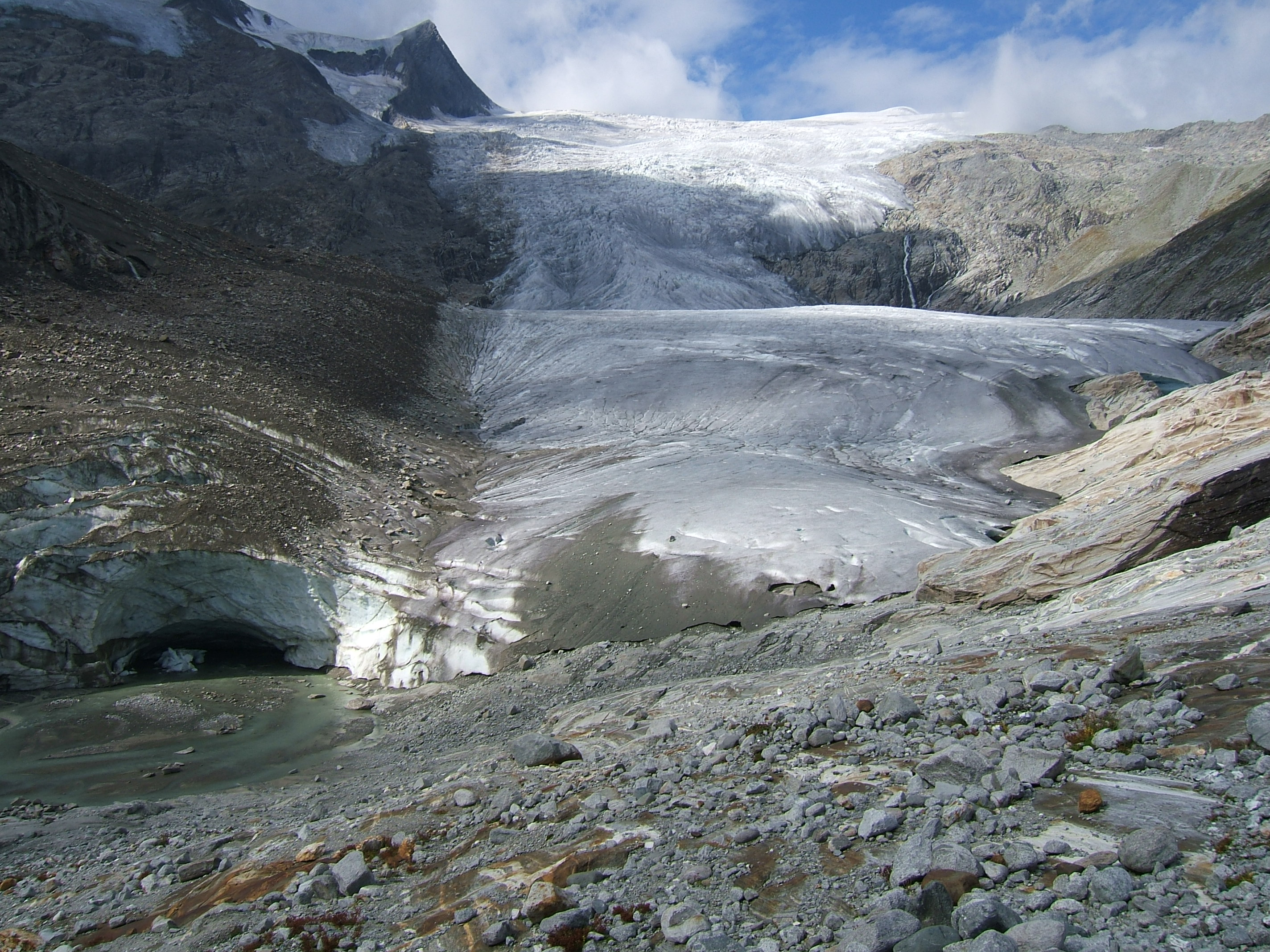
Zunge und Gletschertor im Jahr 2011

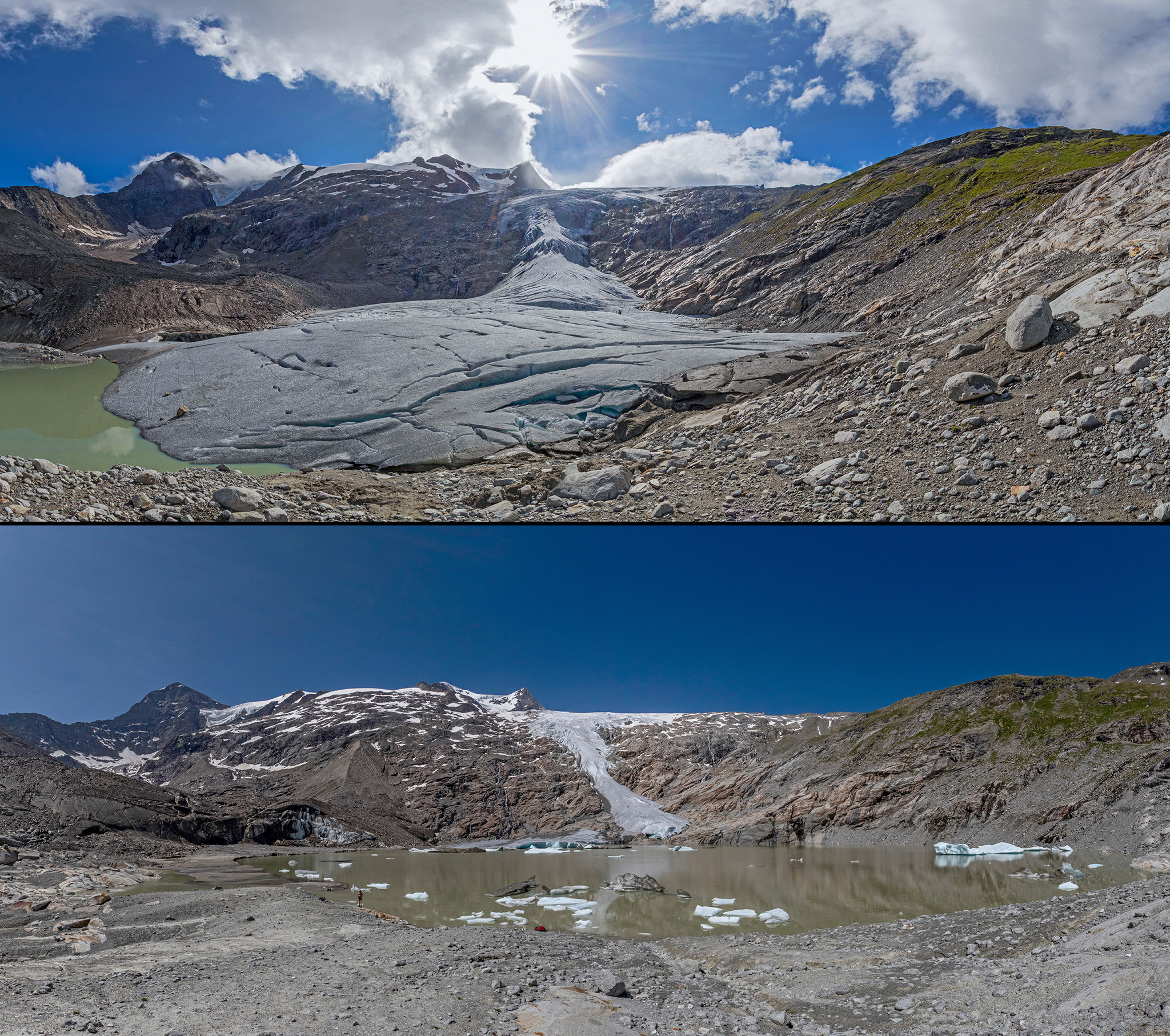
Unterer Keesboden 2020 (oben) und 2025 (unten)

Das relativ flache Nährgebiet des Gletschers wird als Oberer Keesboden bezeichnet, es wird von den höchsten Gipfeln der Venedigergruppe umrahmt: Groß- sowie Kleinvenediger (3667 m bzw. 3470 m), Hohes Aderl (3504 m), Rainerhorn (3559 m), Schwarze Wand (3511 m) und Hoher Zaun (3467 m). In einem mächtigen Eisbruch fließt der Gletscher zum Unteren Keesboden, einem flachen Bereich auf einer Höhe von etwa 2300 Metern. Am Unteren Keesboden fließt von Süden, von der Kristallwand kommend, ein Teilstrom zu. Das wenig zerklüftete Zungenende befindet sich auf einer Höhe von 2100 Metern, oberhalb einer Steilstufe. Der nördliche Teil der Zunge ist weitgehend schuttfrei, während das südliche Zungenende, das das Ende des aus dem von der Kristallwand kommenden Stroms bildet, vollkommen von Schutt bedeckt ist. Am Ende der Zunge befand sich bis zum Sommer 2014 ein gut zu sehendes Gletschertor, aus dem der Schlatenbach austrat. Dieser vereinigt sich am Talboden des Gschlösstales mit dem Viltragenbach und diese bilden den Gschlössbach, der über Tauernbach, Isel, Drau und Donau ins Schwarze Meer entwässert. Das Gletschertor stürzte im Spätsommer 2014 ein, eine Gletscherstirn gibt es seit 2017 nicht mehr, der Untere Keesboden zeigte sich zerfurcht und spaltenreich, statt der einstigen Wölbung zeigen sich großflächige, tiefe Trichter. Deshalb wird vor dem Betreten des Eises gewarnt – die Ränder können brüchig sein und zum Fels hin gibt es oft breite Randklüfte. Ein Ausrutschen auf dem schuttübersäten Fels birgt die Gefahr, unter die Eisdecke zu rutschen. Zwischen 1988 und 2018 hat sich das Schlatenkees um 470 Meter zurückgezogen, davon zwei Drittel nach 2005 und allein von 2014 bis 2017 um 180 Meter. 2019 betrug der Rückzug knapp 70 Meter, 2020 50 Meter. 2022 war das Schlatenkees der österreichische Gletscher, der sich am weitesten zurückzog. Er verlor 89,5 Metern an Länge. Im Jahr 2025 zeigt sich der Untere Keesboden weitgehend eisfrei, an die Stelle des Gletschers ist ein See getreten.
Beim letzten Gletscherhöchststand um 1850 floss der Gletscher noch über die unterhalb des heutigen Zungenendes liegende Steilstufe bis in den Talboden des Gschlösstales hinab, er überschritt den Gschlössbach in der ganzen Breite und reichte am Gegenhang noch 20 bis 25 Meter hinauf. Das Zungenende lang damals auf einer Höhe von 1720 Metern und war das am tiefsten gelegene Gletscherende der gesamten Ostalpen. Seither ist der Gletscher bis auf kurze Unterbrechungen kontinuierlich zurückgegangen. In diesem damals noch vom Gletscher bedeckten Gebiet, im Vorfeld des heutigen Gletschers, wurde 1978 der Gletscherweg Innergschlöß errichtet. Dieser führt aktuell nicht mehr bis an der Gletscher heran, die Eismassen können nur noch aus der Entfernung gesehen werden.